# Malachitnektarvogel

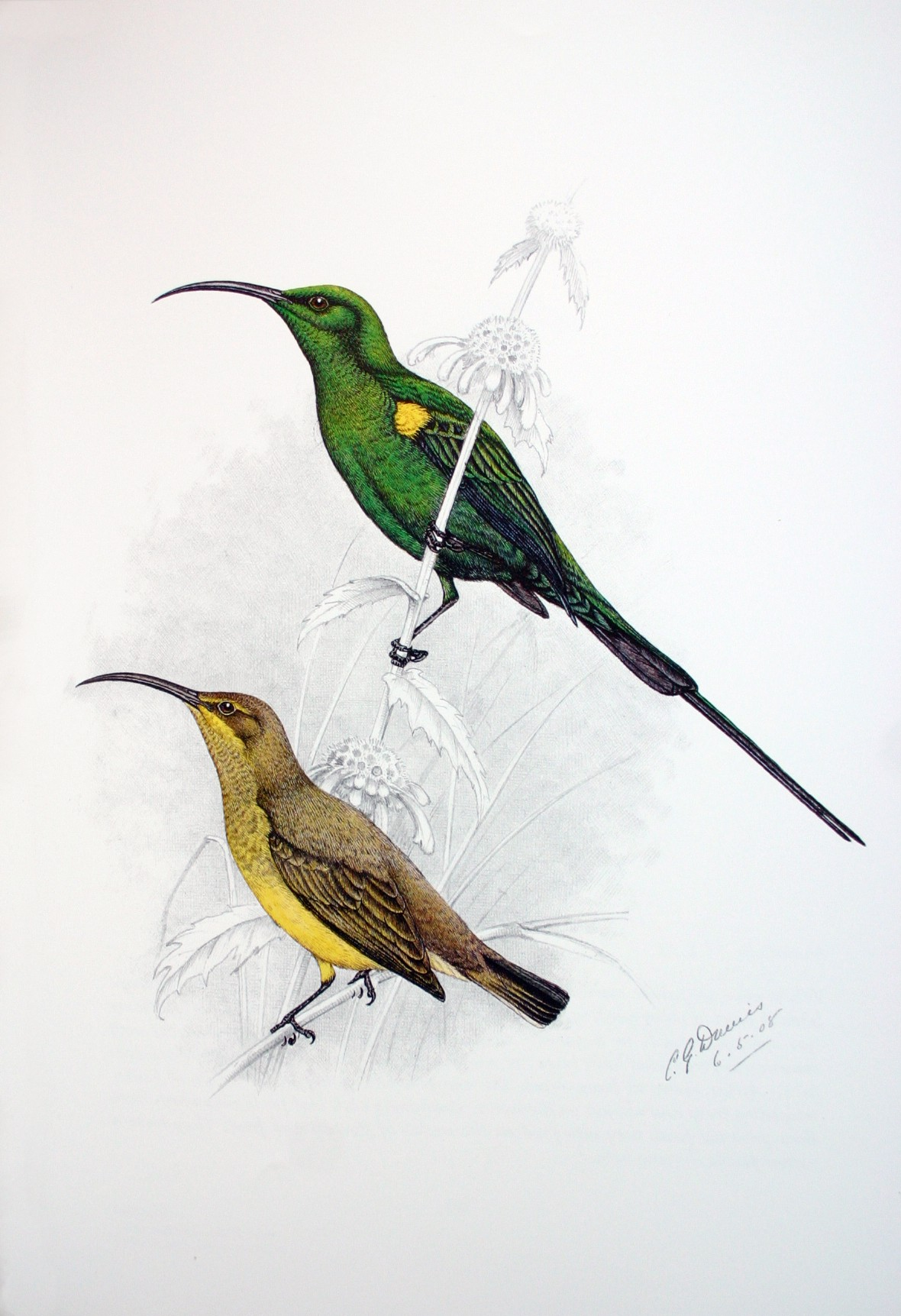
Männchen (oben) und Weibchen

Der Malachitnektarvogel (Nectarinia famosa) ist ein zur Familie der Nektarvögel gehörender Vogel. Er kommt in den zwei Unterarten Nectarinia famosa famosa (Linnaeus, 1766) und Nectarinia famosa cupreonitens (Shelley, 1876) vor. 

## Merkmale
Das Männchen wird bis 25 cm lang, einschließlich des langen Schwanzes. Das Prachtkleid ist smaragdgrün, ansonsten sind die Männchen olivbraun ähnlich den Weibchen, haben aber grüne, glänzende Flügeldecken und Schwanzfedern. Das Weibchen ist rund 15 cm lang und hat eine braun-graue Brustseite sowie eine blassgelbe Unterseite. Der kurze Schwanz ist schwärzlich. Männchen und Weibchen haben einen etwas helleren Augenstreifen. Die Augen sind dunkelbraun, während Beine und Schnabel schwarz sind. Der Schnabel ist lang und nach unten gekrümmt. Die Jungvögel sind ähnlich wie die Weibchen gefärbt.

## Verbreitung und Lebensraum
Nectarinia famosa famosa kommt in Lesotho, weiten Teilen Südafrikas und Eswatini sowie in einem kleinen Gebiet an der Grenze von Simbabwe und Mosambik vor, während Nectarinia famosa cupreonitens in einem Streifen von Äthiopien bis in den Norden Mosambiks lebt. 
Er ist ein Strichvogel, der offenes Land und Gärten bevorzugt, besonders dort, wo Aloen und Proteas vorkommen. Er kann in Höhen bis zu 2800 Metern über dem Meeresspiegel angetroffen werden. 
Auf der Roten Liste gefährdeter Arten der International Union for Conservation of Nature and Natural Resources wird der Malachit-Nektarvogel mit least concern (nicht gefährdet) eingestuft.

## Verhalten
Der Malachitnektarvogel ernährt sich vor allem von Nektar, aber auch von kleinen Insekten, gelegentlich auch kleinen Eidechsen. Er kann den Nektar wie ein Kolibri im Schwirrflug saugen.
Das tränenförmige Nest ist meist hängend und ist in etwa ein bis zwei Metern in einem Busch gebaut. Das Gelege besteht aus ein bis vier dunkelgefleckten Eiern, die 12 bis 14 Tage von den Weibchen bebrütet werden, während das Männchen Futter besorgt. Die Küken bleiben 13 bis 17 Tage im Nest. Außerhalb der Brutzeit bilden Malachit-Nektarvögel Schwärme von bis zu 1000 Individuen. 